# Calystegia silvatica
Calystegia silvatica är en vindeväxtart som först beskrevs av Pál Kitaibel, och fick sitt nu gällande namn av August Heinrich Rudolf Grisebach. Enligt Catalogue of Life ingår Calystegia silvatica i släktet snårvindor och familjen vindeväxter, men enligt Dyntaxa är tillhörigheten istället släktet snårvindor och familjen vindeväxter. Arten förekommer tillfälligt i Sverige, men reproducerar sig inte.

## Underarter
Arten delas in i följande underarter:
- C. s. disjuncta
- C. s. fraterniflora
- C. s. orientalis
- C. s. silvatica

## Bildgalleri

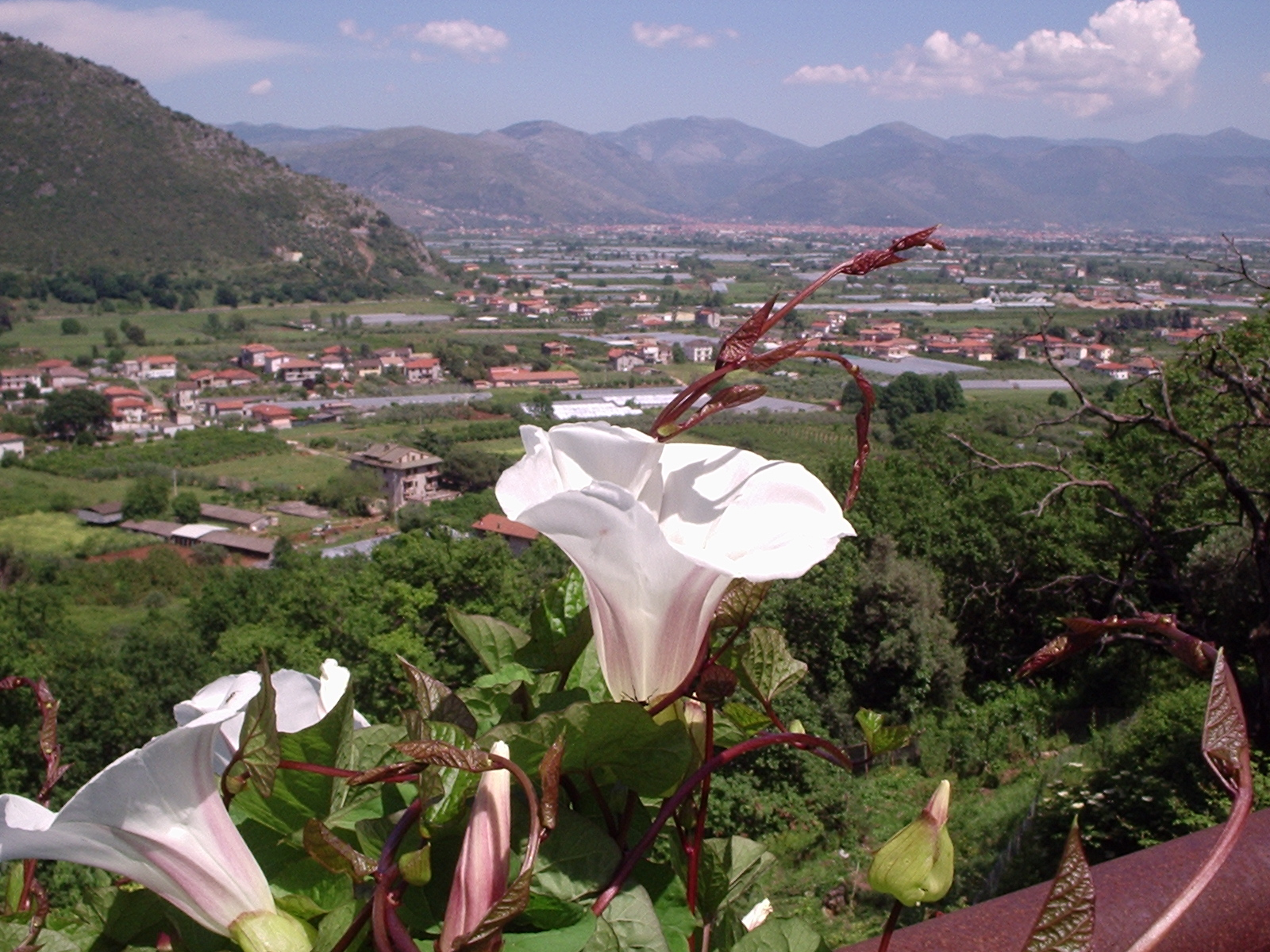
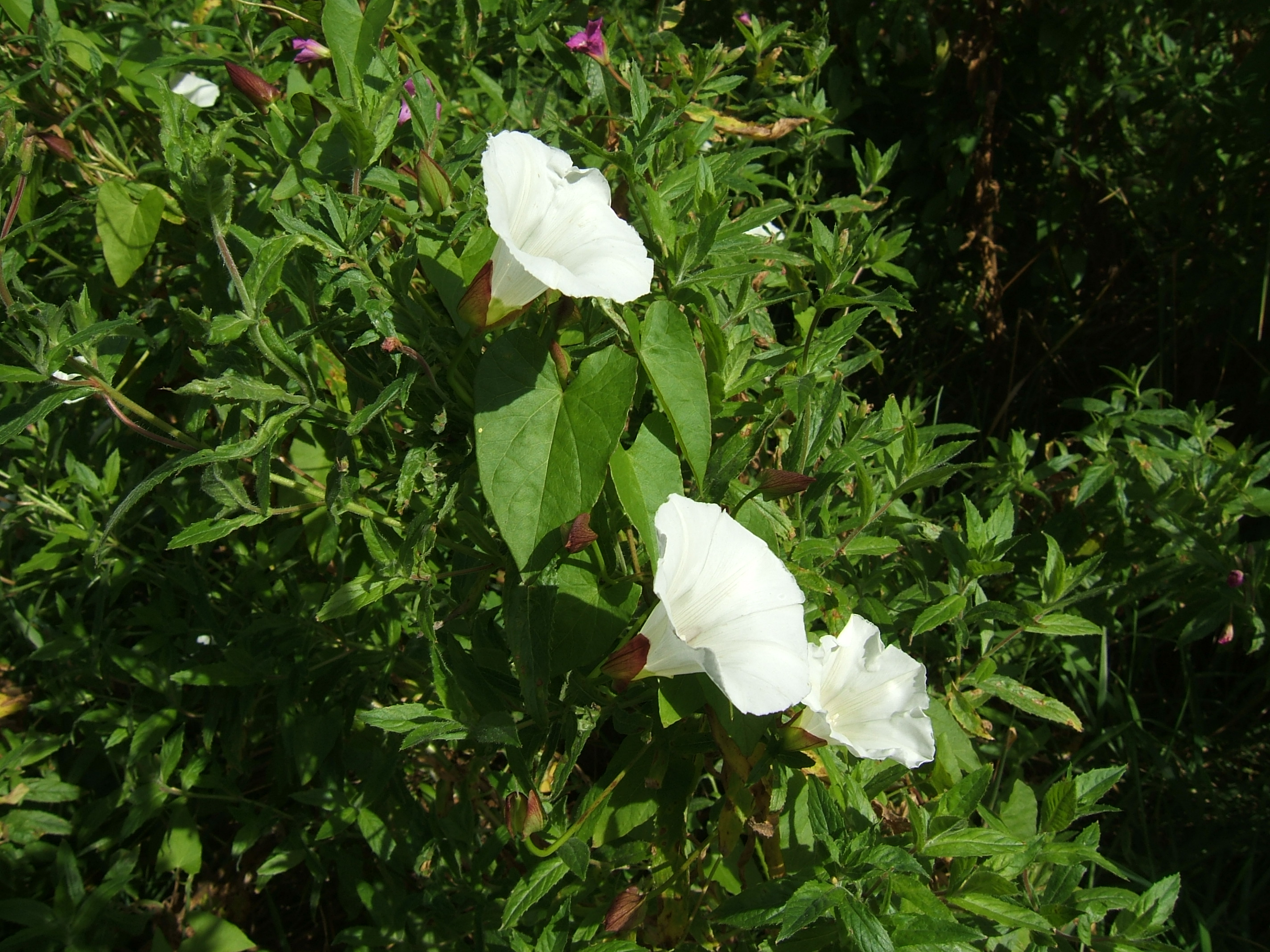
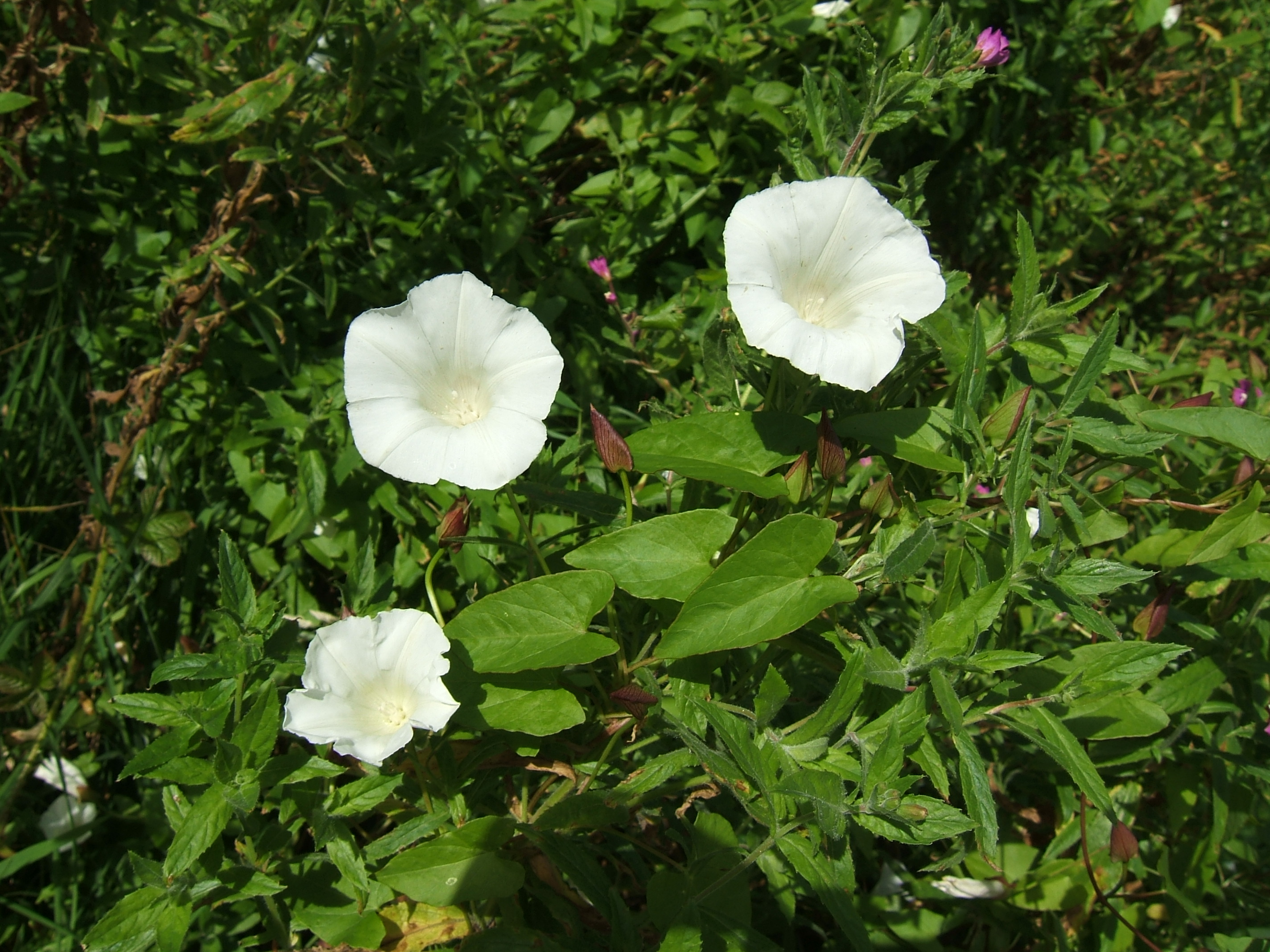
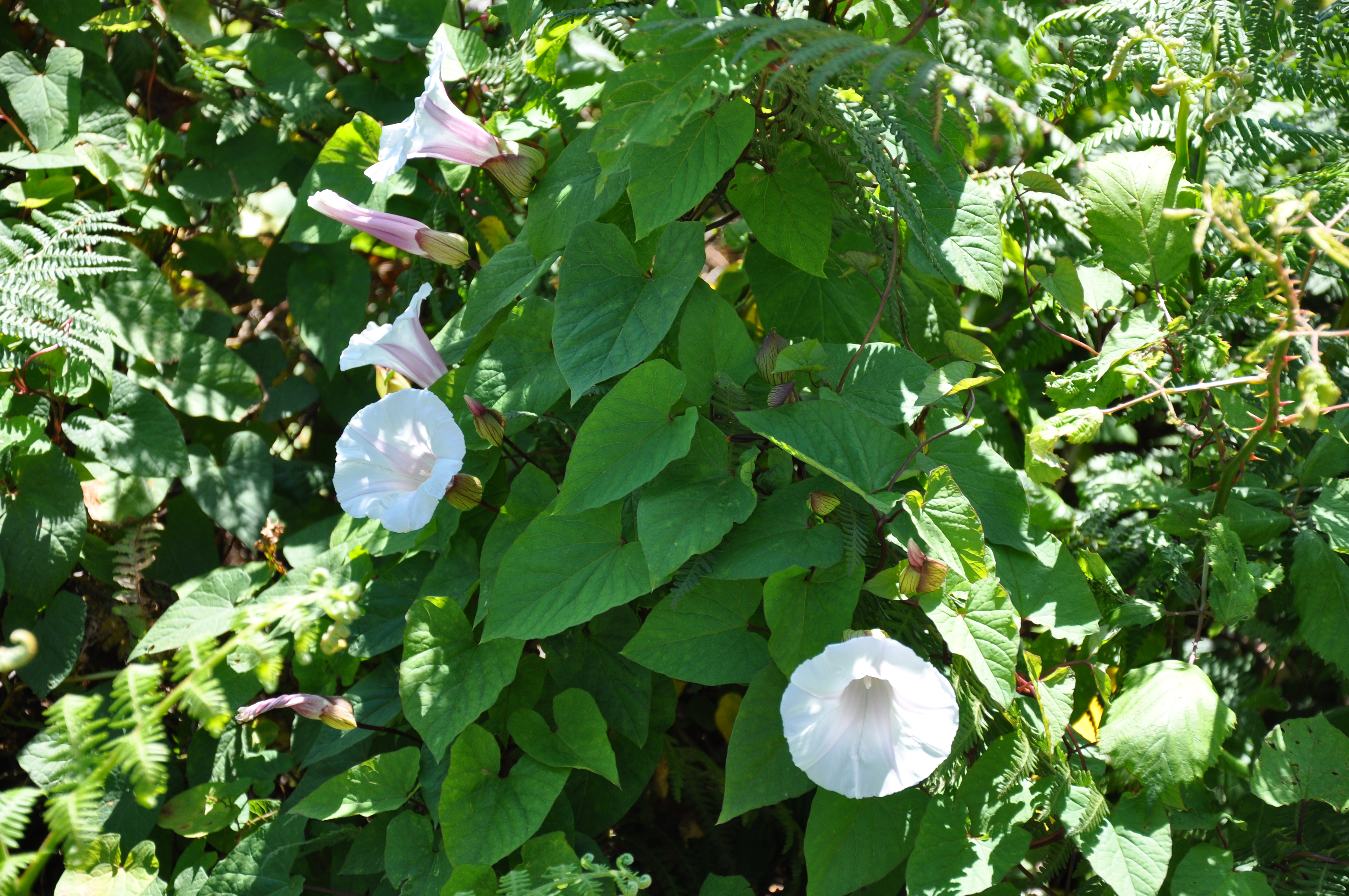
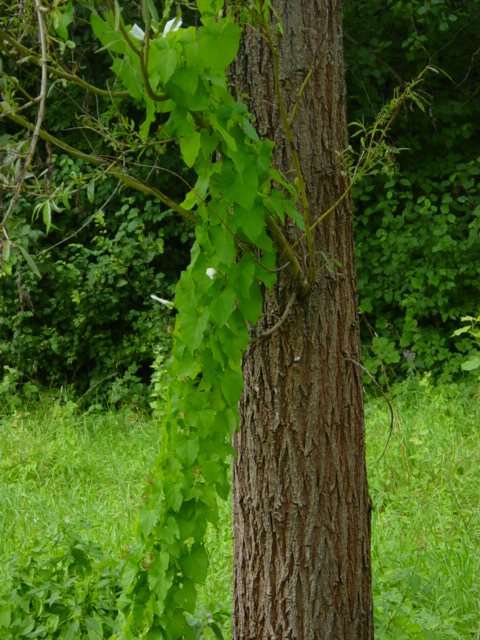